# Ciringa
Ciringa este o localitate din comuna Kungota, Slovenia, cu o populație de 109 locuitori.